# Иван Нонов
Иван Нонов е български учител, кмет на Стара Загора в периода септември – декември 1918 г.

## Биография
Роден е през 1869 г. в село Енина. Учи в Педагогическото училище в Казанлък в първия випуск. Записва се като в Сръбско-българската война, а след това работи като учител в различни градове. Премества се да живее в Стара Загора през 1901 г. Става кмет на града през 1918 г., за няколко месеца след Първата световна война. Членува в Демократическата партия. Умира в родното си село през 1922 г.